# Peter Lely
Peter Lely (Soest, Westfàlia, Alemanya, 14 de setembre de 1618 - Londres, Anglaterra, 30 de novembre, 1680) fou un pintor d'origen alemany nacionalitzat anglès.
El pare de Lely fou un militar capità d'infanteria que havia canviat el seu nom holandès (Van der Faes) pel de Lely. Peter Lely estudià a Harlem en l'obrador de Pieter de Grebber. El 1641 es traslladà a Londres, on començà a donar-se a conèixer pintant paisatges amb figures; però veient que el públic anglès li agradaven més els retrats que cap altre gènere de pintura i coincidint la seva arribada a Anglaterra amb la mort d'Anton Van Dyck (1640), es dedicà amb deler a aquesta especialitat, imitant amb gran habilitat però no amb menor amanerament, l'estil del gran pintor flamenc.
Malgrat d'aquest i d'altres defectes d'igual magnitud, aconseguí ser anomenat pintor de cambra de Carles I i va saber mantenir el favor que gaudia a Anglaterra durant el comandament d'Oliver Cromwell. Carles II, no tan sols li restituí el càrrec de pintor palatí, sinó que a més li atorgà el títol de baró.
Morí a Londres d'un atac de feridura fulminant, mentre pintava el retrat de la duquessa de Somerset, Lely reuní una gran fortuna, produint la subhasta de les seves col·leccions unes 5.000 euros d'aquell temps; tanmateix el seu net Johann Lely, que també fou pintor, morí en la més gran indigència.
Posseeixen obres de Lely els Museus de Londres, Dublín i les col·leccions de Hampton Court i Windsor i l'hospital de Greenwich. En la col·lecció Lázaro de Galdeano de Madrid i figuraven dos retrats atribuïts a Peter Lely.

## Petita galeria

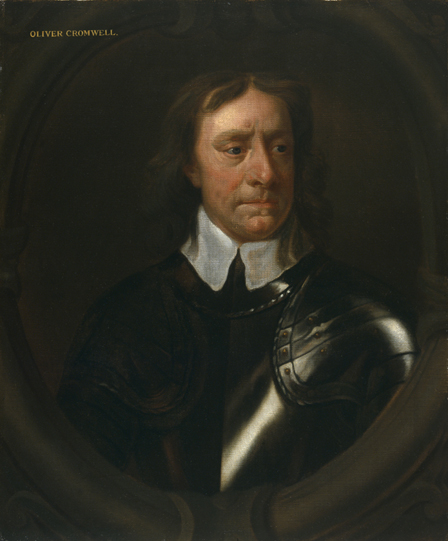
Retrat de Oliver Cromwell
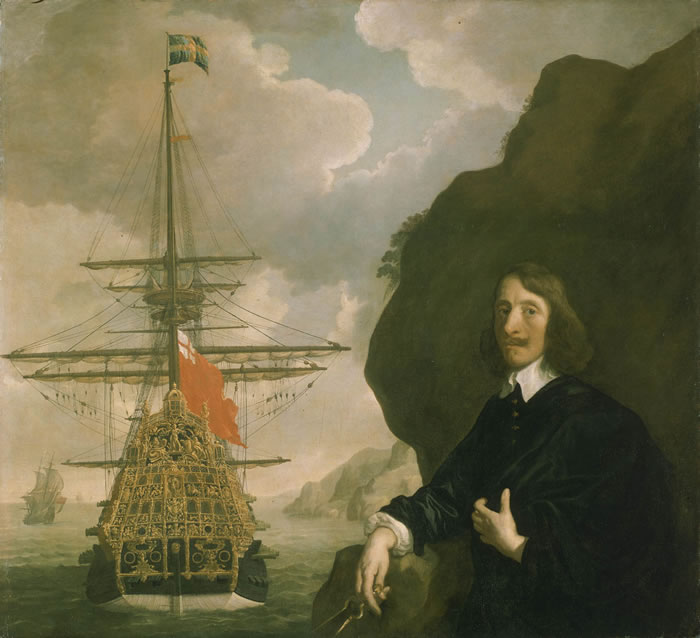
Retrat de Peter Pett
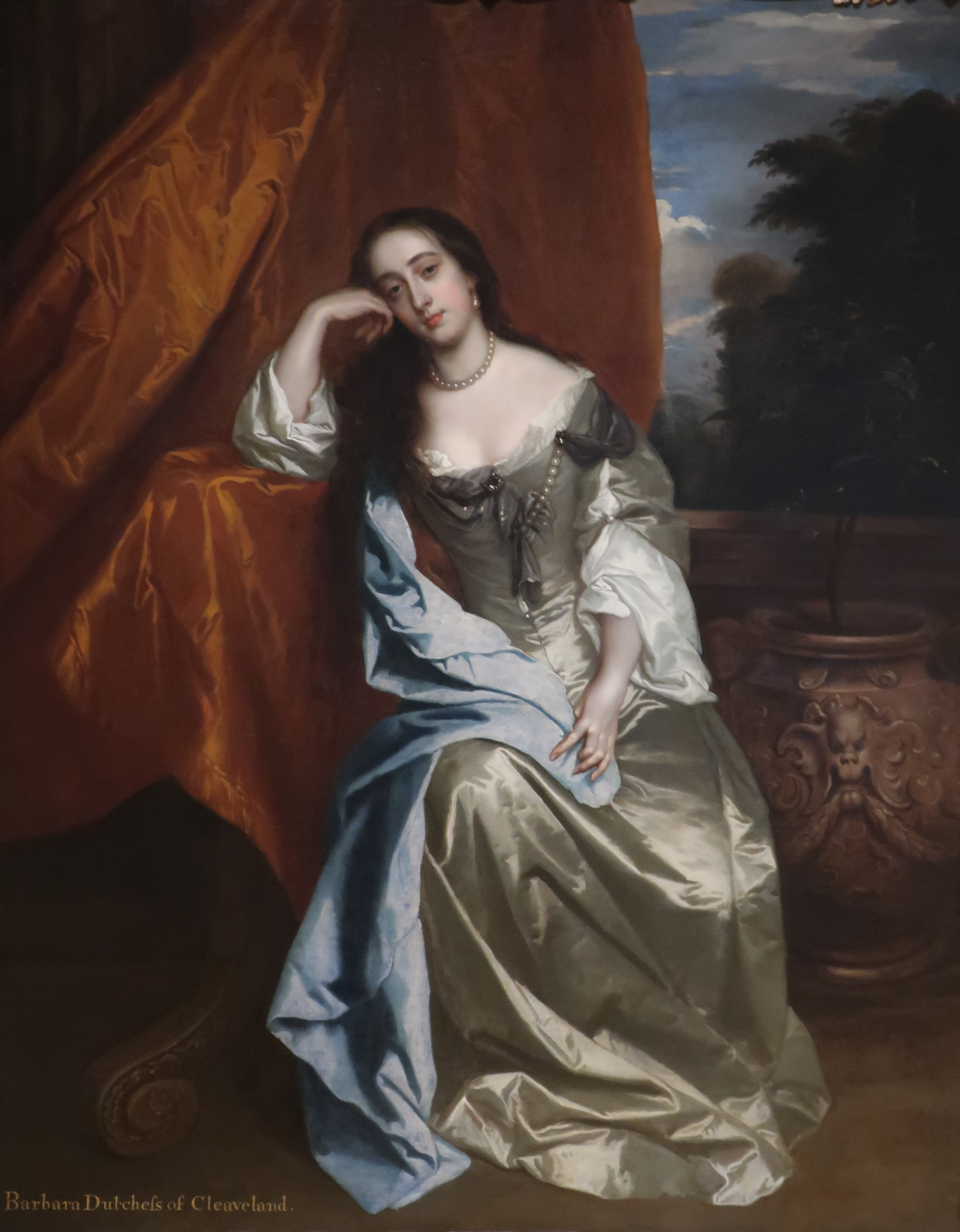
Retrat de Barbara de Villiers
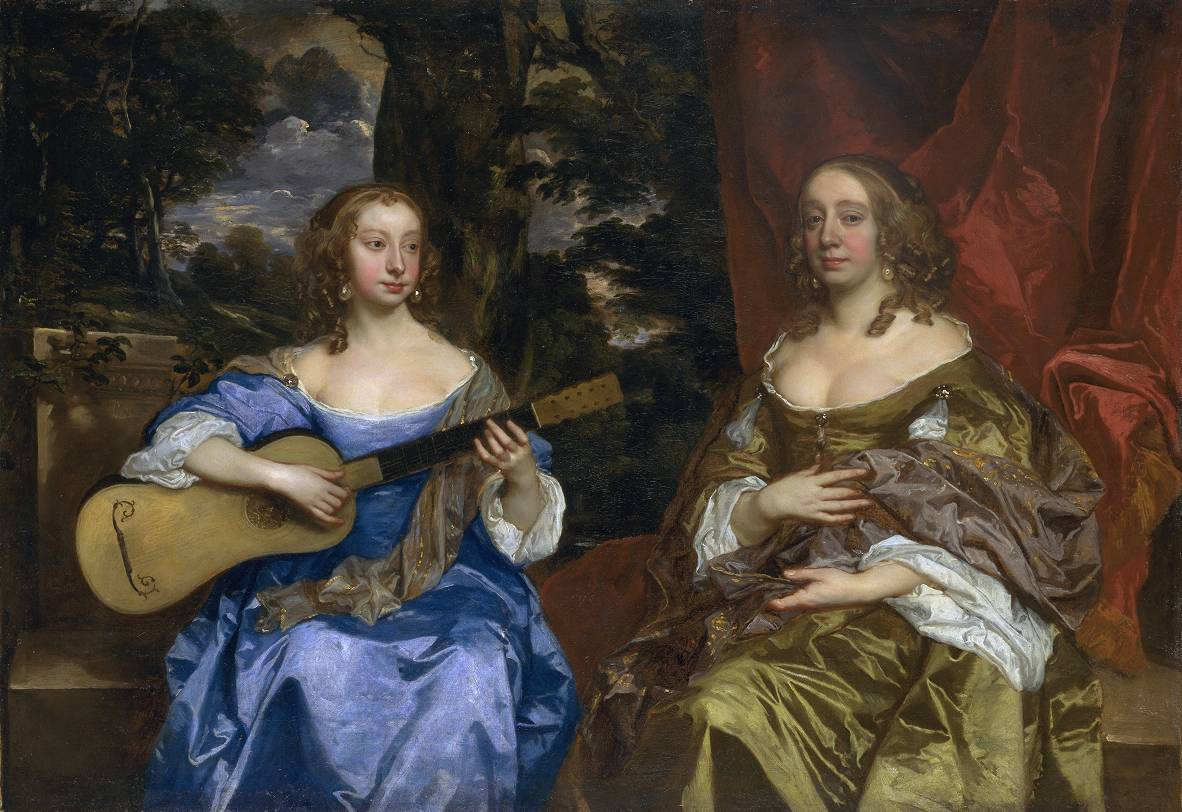
Dues dames de la família Lake